# Penconazool
Penconazool (ISO-naam) is een fungicide uit de grote groep van triazolen of conazolen, waartoe onder meer ook difenoconazool, epoxiconazool, metconazool, propiconazool, prothioconazool, tebuconazool en triticonazool behoren. De zuivere stof is een wit poeder, dat moeilijk oplosbaar is in water.
Penconazool werd rond 1983 geïntroduceerd door Ciba-Geigy. Het is het actieve bestanddeel van Topaz of Topas (Syngenta), dat gebruikt wordt tegen echte meeldauw op druiven en andere teelten. Topaz en Topenco (Globachem) zijn in België erkend voor gebruik op appelbomen en aardbeien.

## Regelgeving
De Europese Commissie heeft penconazool in juli 2009 opgenomen in de lijst van gewasbeschermingsmiddelen die in de Europese Unie kunnen erkend worden.

## Toxicologie en veiligheid
De acute toxiciteit van penconazool is matig. De stof is ook niet irriterend voor ogen of huid. De stof blijkt niet genotoxisch of carcinogeen te zijn. Bij dierproeven zijn er wel effecten op de ontwikkeling van de foetus geconstateerd bij toediening van hoge doses penconazool.